# Ballad Opera
Die Ballad opera (englisch „Lieder-Oper“) war ein erfolgreiches Genre des englischsprachigen Musiktheaters in der Zeit um 1730. Das berühmteste Beispiel der Gattung ist The Beggar’s Opera (1728) von John Gay und Johann Christoph Pepusch.

## Beschreibung
In der Ballad opera wurde die Struktur der italienischen Oper der Epoche beibehalten, wobei die Rezitative durch gesprochene Dialoge ersetzt wurden und zumeist einfache volkstümliche Melodien Verwendung fanden. In der Art eines Singspiels verspottete und parodierte die Ballad opera ernste Werke des Theaters oder Musiktheaters. Das erste nennenswerte Beispiel des Genres ist The Gentle Shepherd (1725) von Allan Ramsey, der Höhepunkt zweifellos die berühmte „Bettleroper“ (The Beggar’s Opera, 1728), Vorlage für die Dreigroschenoper (1928) von Bertolt Brecht und Kurt Weill. Rund ein Vierteljahrhundert lang erfreute sich die Ballad opera als Kontrast zum seriösen Musiktheater beim Londoner Publikum großer Beliebtheit. Zu ihren bekanntesten Schöpfern zählten Colley Cibber, Henry Fielding und David Garrick. Das letzte bemerkenswerte Beispiel war Richard Sheridans The Duenna, entstanden 1775, als die große Zeit des Genres bereits vorbei war.

## Auswirkungen
Die Ballad opera kann als kritische Reaktion auf die vorherrschende Form der italienischen Oper gesehen werden, die wegen der fremden Sprache, gekünstelten Dialoge in Form von Rezitativen und unrealistischen Handlungen eher einem der Oberschicht zuzuschreibenden Publikum vorbehalten war. Die Stücke der neuen Gattung vermochten es, auch Menschen der englischen Unter- und Mittelschicht in die Musiktheater zu locken. Ihr Erfolg drängte die italienische Oper immer weiter zurück, sodass beispielsweise Georg Friedrich Händel im Jahre 1741 aufhörte, weitere Opern zu komponieren.
Von besonderem Einfluss auf das deutsche Singspiel waren Charles Coffeys Ballad opera The Devil to Pay (1731) und deren Fortsetzung The Merry Cobbler (1735).